# Спранчана (Јаши)
Спранчана (рум. Sprânceana) насеље је у Румунији у округу Јаши у општини Ербичени. Oпштина се налази на надморској висини од 55 m.

## Становништво
Према подацима из 2002. године у насељу је живело 373 становника, од којих су сви румунске националности.